# ФК Лил
ФК Лил (фр. LOSC Lille) је професионални француски фудбалски клуб из града Лила и тренутно игра у Француској првој лиги. Клуб је основан 1944. године и утакмице као домаћин игра на новоизграђеном стадиону Пјер Мороа, капацитета 50.157 места.

## Успеси

### Национални
- Прва лига Француске
  - Првак (4) : 1945/46, 1953/54, 2010/11, 2020/21.
  - Вицепрвак (6) : 1947/48, 1948/49, 1949/50, 1950/51, 2004/05, 2018/19.
- Друга лига Француске
  - Првак (4) : 1963/64, 1973/74, 1977/78, 1999/00.
- Куп Француске
  - Освајач (6) : 1945/46, 1946/47, 1947/48, 1952/53, 1954/55, 2010/11.
  - Финалиста (2) : 1944/45, 1948/49.
- Суперкуп Француске
  - Освајач (1) : 2021.
  - Финалиста (2) : 1955, 2011.
- Лига куп Француске
  - Финалиста (1) : 2015/16.
- Куп Гамбардела
  - Освајач (1) : 1960.
  - Финалиста (2) : 1955, 2000.
- Куп Шарл Драго
  - Финалиста (2) : 1954, 1956.

### Европа
- Интертото куп
  - Освајач (1) : 2004.
- Латински куп
  - Финалиста (1) : 1951.